# ノー・プー
ノー・プー（英: No poo、No shampooの略）とは、シャンプー剤製品を用いずに洗髪する手法の総称である（シャンプーを自作する場合もある）。

## 概要
シャンプー剤は往々にして、ラウリル硫酸ナトリウム（SLS）やラウレス硫酸ナトリウム（SLES）等のような、髪を乾燥させると信じられている硫酸塩を含有する。あるシャンプー剤は毛髪をコーティングするシリコン誘導体（例：ジメチコン）を含有する。シリコン誘導体は毛髪を保護し、より扱いやすい状態にしているが（ジメチコンは、髪を滑らかにする美容液や、髪を解れやすくするコンディショナーにおいて、ありふれた含有成分である）、同時に、毛髪を覆う薄膜が毛髪に水分が入るのを妨げ、結果として過乾燥状態になってしまう。あるシャンプー剤は鉱物油を含有し、それらが柔軟性と艶を与えているが、それらが水溶性でない故に、毛髪を乾燥させてしまうSLSを含んだシャンプー剤を必要としてしまう。あるシャンプー剤はアルコールを含有し、それらは毛髪を清潔にするが、同時に毛髪を乾燥させてしまう。高級アルコールはそれらよりは毛髪を乾燥させないので、それらよりは良い。
シャンプー剤は陰イオン及び両性界面活性剤を含有し、それは脂の分解という点においては優秀であるものの、毛髪及び頭皮を乾燥させ、乾燥して活力のない髪をもたらしてしまう。シャンプー剤はアルカリ性であり、毛髪のキューティクルを開いてダメージを与えてしまう。キューティクルを閉じるために、毛髪は冷水で濯ぎ流す必要がある。
シャンプー剤を用いずに洗髪する手法には、重曹溶液と希釈したリンゴ酢等の酸性リンスを使う手法等がある。蜂蜜や各種オイル（ヤシ油等）も用いられる。

## 種類
COConditioner only。ヘア・コンディショナーと水のみで洗髪する手法。
WOWater only。水のみで洗髪する手法。
日本では主にインターネット掲示板において、湯のみで洗髪することを「湯シャン」と呼ぶ。

## 理論
シャンプー剤が広く使われるようになったのは、まだ1970年代からのことである。その以前は、月に数度通常の石鹸で洗い、20世紀初頭以降になってからは年に数度シャンプー剤を用いることもあった。1970年代になり、シャンプーは一般に普及した。広告にファラ・フォーセットやクリスティ・ブリンクリーを登場させ、週に数回シャンプーをしないのは不健康であると主張した。この考え方は、シャンプー剤を用いなかった1日か2日後の、頭皮のベタつき感により強固なものとなった。シャンプー剤を毎日使用し皮脂を除去すると、頭皮から油分が分泌される。これは、シャンプー剤の使用で失われた皮脂バランスを調整するために、皮脂腺がより多くの油分を分泌するからである。何人かの皮膚科医によれば、シャンプー剤使用を徐々に減らすことにより、皮脂腺の油分分泌も緩やかになり、頭皮の油分もより少なくなるということである。

## シリコン
| Silicon                | 水溶性 | Soluble with...                                                                |
| ---------------------- | ------ | ------------------------------------------------------------------------------ |
| シクロペンタシロキサン | No     | SLS、SLES、ラウリル硫酸アンモニウム（ALS）、又はウレス硫酸アンモニウム（ALES） |
| ジメチコン             | No     | SLS、SLES、コカミドプロピル・ベタイン、ココベタイン、ALS、又はALES             |
| ジメチコノール         | No     | SLS、SLES、コカミドプロピル・ベタイン、ココベタイン、ALS、又はALES             |
| フェニルトリメチコン   | No     | SLS、SLES、コカミドプロピル・ベタイン、ココベタイン、ALS、又はALES             |
| アモジメチコン         | No     | SLS、SLES、コカミドプロピル・ベタイン、ココベタイン、ALS、又はALES             |
| シクロメチコン         | No     | SLS、SLES、コカミドプロピル・ベタイン、ココベタイン、ALS、又はALES             |
| PEG-modifiedジメチコン | Yes    | コカミドプロピル・ベタイン、ココベタイン                                       |
| ジメチコンコポリオール | Yes    | コカミドプロピル・ベタイン、ココベタイン                                       |